# مقطع عرضي
في الهندسة الرياضية، يعرف المقطع العرضي - وقد يُسَمَّى أيضاً بالمقطع الطولي أو المقطع الرأسي - على أنه تقاطع في جسم ثنائي البعد بخط مستقيم، أو في جسم ثلاثي الأبعاد بمستوي.
يعتبر المقطع العرضي أيضاً مسقطاً عمودياً للجسم الثلاثي البعد.

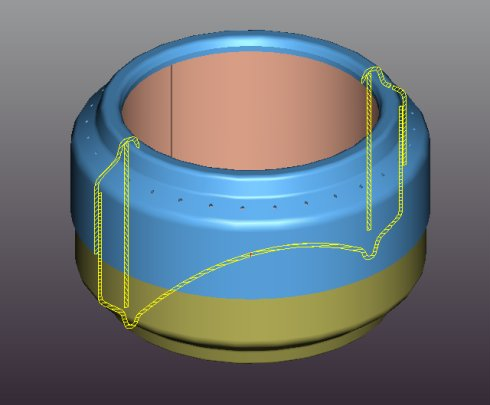
منظر ثلاثي الأبعاد يبين مقطع عرضي بالأصفر لزجاجة مشروبات
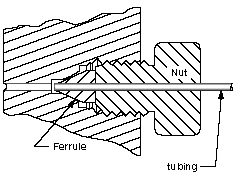
منظر ثنائي الأبعاد في مقطع عرضي لسدادة مضخة
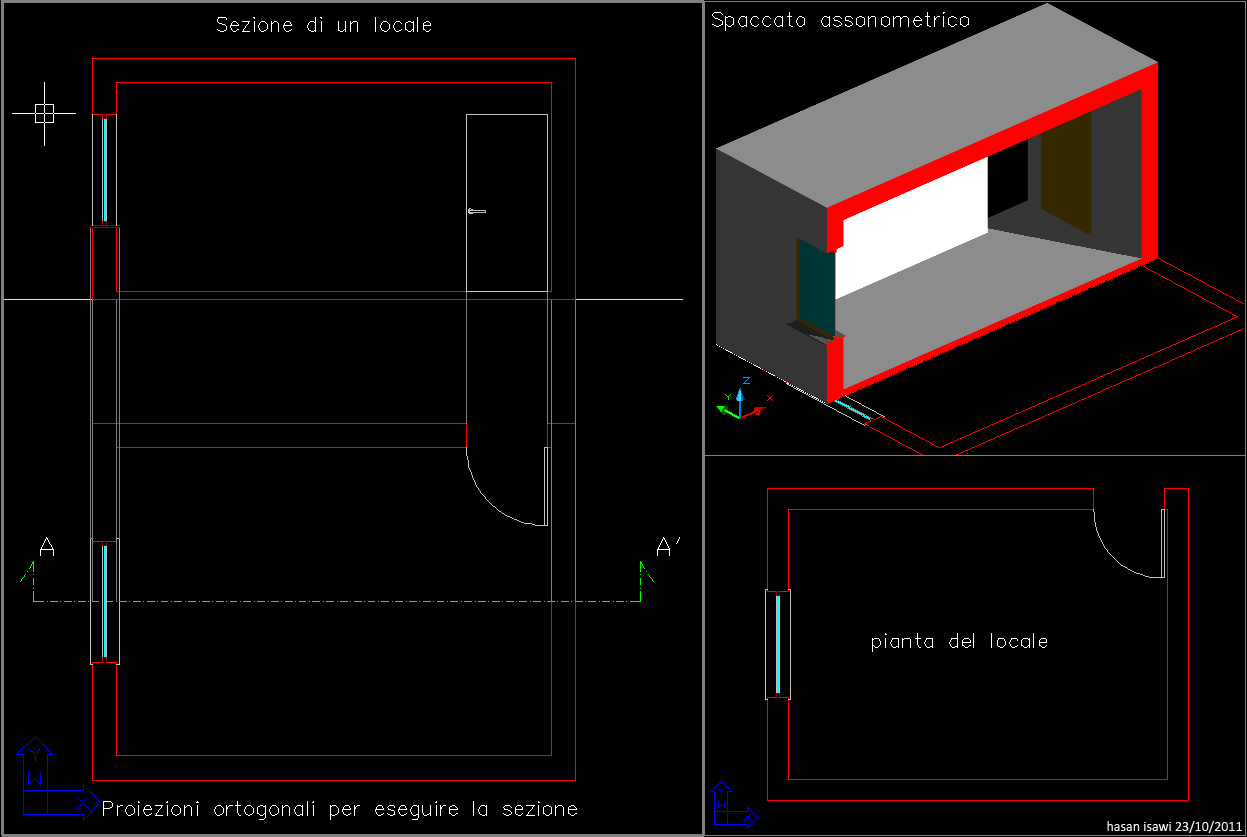
مقطع رأسي لحجرة يبين سمك الجدران ومسار انفتاح الباب
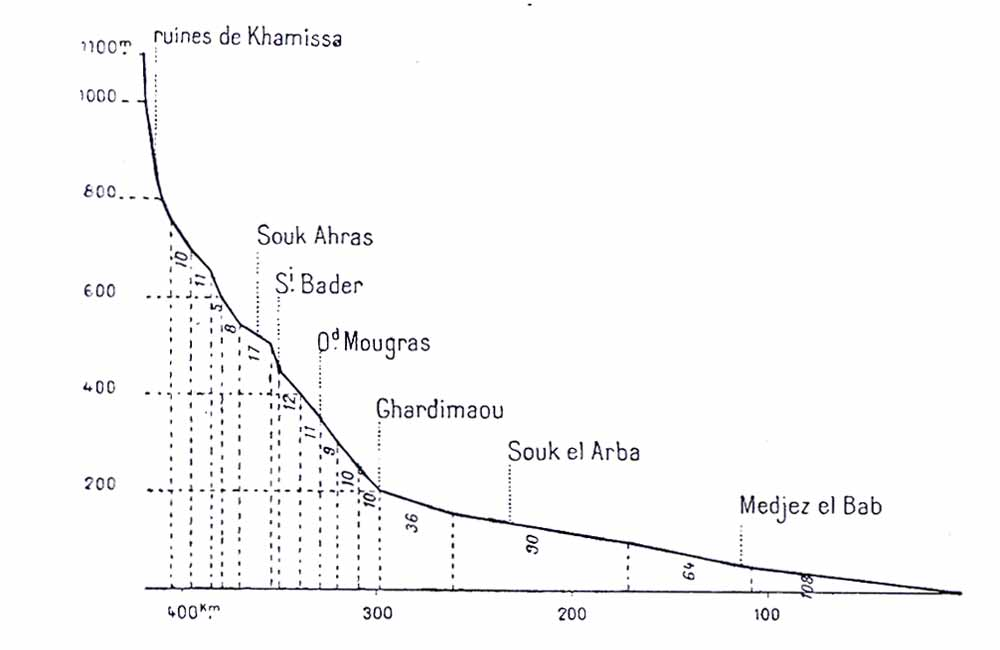
جانبية مقطع طولي لمسار وادي مجردة من منبعه إلى مصبه
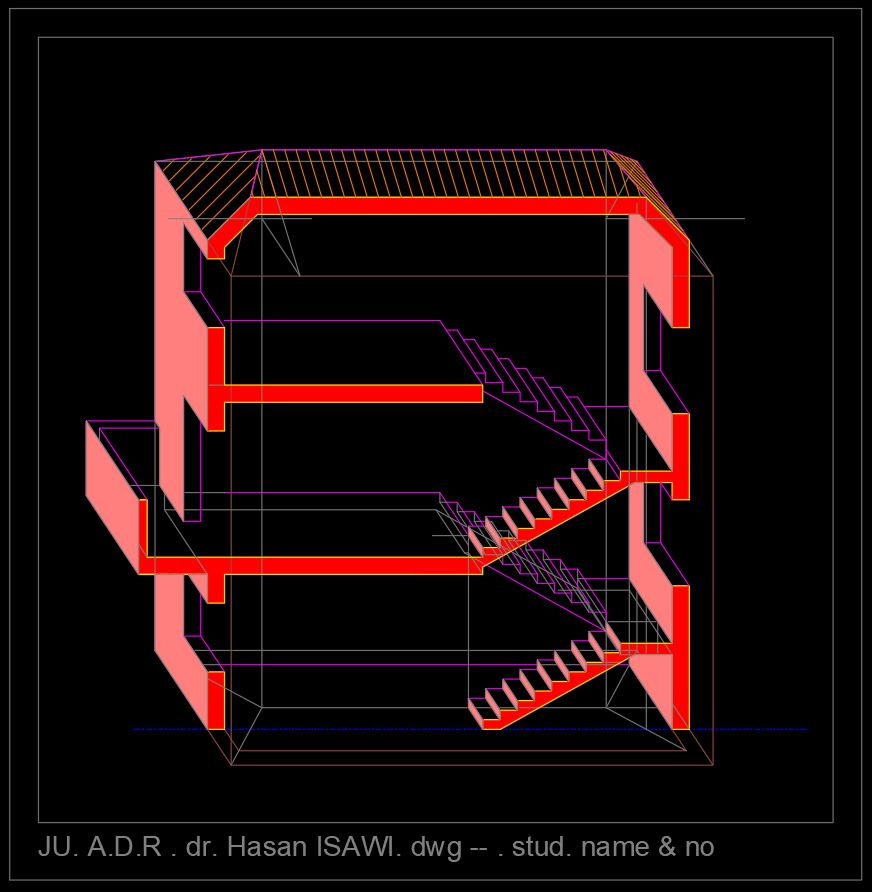
مقطع طولي لمبنى بثلاث طوابق
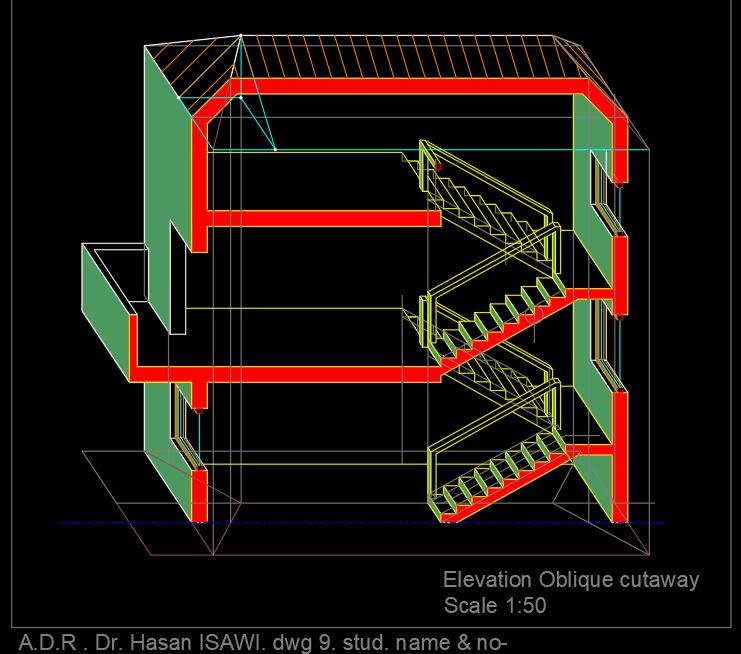
قطاع اكسنومتري لمبنى بثلاثة طوابق